# Making History
Making History es una serie de televisión de comedia estrenada en Fox del 5 de marzo al 21 de mayo de 2017. Producido por los ejecutivos Phil Lord y Christopher Miller, creada y escrita por Julius Sharpe, lo protagonizan Adam Pally, Leighton Meester y Yassir Lester. Originalmente planeado para 13 episodios, Fox lo redujo a 9 episodios en octubre de 2016.
El 11 de mayo de 2017, la serie fue cancelada por Fox.

## Sinopsis
La serie sigue a tres amigos de dos siglos diferentes que experimentan la emoción de viajar en el tiempo y los resultados inesperados de la misma. Es considerado como "una aventura histórica y una comedia contemporánea sobre el amor, la amistad y el intento de encajar en un mundo cada vez más complejo e impersonal".

## Elenco
- Adam Pally como Daniel "Dan" Chambers, el conserje.
- Leighton Meester como Deborah Revere, la hija mayor de Paul Revere y de su primera esposa Sarah Orne.
- Yassir Lester como Chris Parrish, un profesor de historia.
- John Gemberling como John Hancock.
- Neil Casey como Sam Adams.

### Recurrente
- Brett Gelman como Paul Revere.
- Tim Robinson como Al Capone.
- Stephanie Escajeda como Mae Capone.

## Producción

### Casting
El 24 de febrero de 2016, Adam Pally fue elegido para interpretar a Dan. El 9 de marzo de 2016, Leighton Meester interpretará a Deborah. El 17 de marzo de 2016, se anunció que Yassir Lester sería Chris.
El 8 de junio de 2016, John Gemberling y Neil Casey (interpretarán los roles de John Hancock y Sam Adams) serían los protagonistas.

## Recepción
En Rotten Tomatoes la serie tuvo una aprobación de 92% basado en 25 comentarios, con un promedio de 6.8/10. El sitio web dice lo siguiente, "Un concepto alto que va volviéndose tonto, Making History hace el grado con el humor contemporáneo para los temas históricos y una ejecución divertida, cartoonizada de una sinopsis serializada." En Metacritic, recibe una puntuación de 64 sobre 100, basado en 24 críticas, indicando "críticas generalmente favorables".